# Thuli Dladla
Thuli Dladla é uma política e diplomata suazi que actua como Ministra das Relações Externas do Reino de Eswatini desde novembro de 2018. Ela é a primeira mulher ministra das Relações Externas do país e anteriormente foi senadora. Em fevereiro de 2019, ela visitou Taiwan e encontrou-ase com o presidente Tsai Ing-wen.